# Плачка
Плачка (болг. Плачка) — село в Болгарии.
Село расположено в Северно-Центральном районе Болгарии и входит в состав общины Дряново Габровской области. Село находится в 170 километрах на северо-запад от Софии.

## Политическая ситуация
Плачка подчиняется непосредственно общине и не имеет своего кмета.
Кмет (мэр) общины Дряново — Иван Илиев Николов (независимый) по результатам выборов в правление общины.